# Russian American Line
Die Russian American Line (russisch Русско-американская линия) war eine russische Reederei mit Sitz in Libau, die von 1900 bis 1917 bestand.

## Geschichte

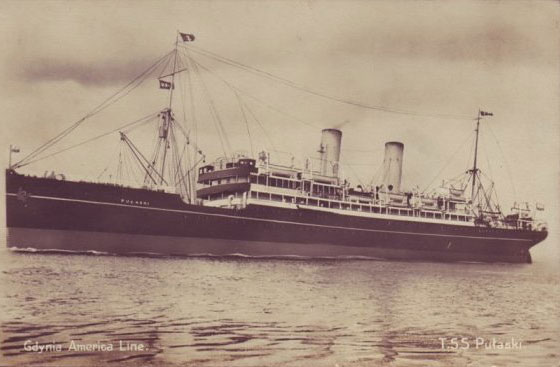
Die Czar, ein Schiff der Russian American Line

Die Russian American Line wurde im Jahr 1900 von dem dänischen Handelsunternehmen Det Østasiatiske Kompagni (East Asiatic Company) mit Sitz in Kopenhagen gegründet, um eine Basis für den Handelsverkehr zwischen Russland und dem Fernen Osten zu schaffen. Nach dem Russisch-Japanischen Krieg erwarb die Holland-America Line große Anteile an der Russian American Line, was ab 1906 zu einem gemeinsamen Liniendienst von Libau über Rotterdam nach New York führte.
Nach der Februarrevolution 1917 stellte die Reederei ihren Dienst ein und die Schiffe wurden verkauft, hauptsächlich an die Baltic America Line.

## Liniendienste
- 1906–1915 Libau – Rotterdam – New York (gelegentliche Zwischenstopps in Kopenhagen und Halifax)
- 1912–1914 Libau – Rotterdam – Halifax – New York (gelegentliche Zwischenstopps in Kopenhagen)
- 1914–1917 Archangelsk – Hammerfest – New York

## Schiffe
| Jahr        | Name     | Tonnage  | Werft                                         | Status/Schicksal |
| ----------- | -------- | -------- | --------------------------------------------- | --- |
| 1906 (1892) | Kowno    | 4630 BRT | Harland & Wolff, Belfast                      | ex Allemannia der HAPAG / 1907 zurück an HAPAG                                                                        |
| 1906 (1893) | Grodno   | 4634 BRT | Harland & Wolff, Belfast                      | ex Albingia der HAPAG / 1907 zurück an HAPAG                                                                          |
| 1906 (1899) | Korea    | 6163 BRT | Flensburger Schiffbau-Gesellschaft, Flensburg | 1910 im Atlantik gesunken                                                                                             |
| 1907 (1889) | Lituania | 4248 BRT | Harland & Wolff, Belfast                      | ex Kina der East Asiatic Company / 1913 nach Japan verkauft, Daiten Maru                                              |
| 1907 (1889) | Estonia  | 4269 BRT | Harland & Wolff, Belfast                      | ex Indien (I) der East Asiatic Company / 1913 vor Bur Sudan abgebrannt und gesunken                                   |
| 1907 (1897) | Arconia  | 4603 BRT | Barclay, Curle and Company, Glasgow           | ex Juliette des Reeders M. Jebsen / 1908 an das Deutsche Reich verkauft, Hittfeld / 1913 Ioannina                     |
| 1907 (1902) | Livonia  | 5554 BRT | Flensburger Schiffbau-Gesellschaft, Flensburg | ex Prins Valdemar der East Asiatic Company / 1907 zurück an East Asiatic Company, Indien (II)                         |
| 1908 (1894) | Birma    | 4595 BRT | Fairfield Shipbuilders, Govan                 | 1914 in Mitawa umbenannt / 1921 an Polish American Line verkauft, Józef Piłsudski                                     |
| 1908        | Russia   | 8596 BRT | Barclay, Curle and Company, Glasgow           | 1917 in Rossija umbenannt / 1921 an Baltic America Line, Latvia / 1924 nach Japan verkauft, Fuso Maru / 1944 versenkt |
| 1910        | Kursk    | 7858 BRT | Barclay, Curle and Company, Glasgow           | 1921 an Baltic American Line, Polonia / 1930 an Gdynia America Line / 1939 Abbruch                                    |
| 1912        | Czar     | 6503 BRT | Barclay, Curle and Company, Glasgow           | 1917 an Cunard Line / 1921 an Baltic America Line, Estonia / 1949 Abbruch                                             |
| 1913 (1897) | Dwinsk   | 8173 BRT | Harland & Wolff, Belfast                      | ex Rotterdam der Holland-America Line / 1906 an Scandinavian America Line, C. F. Tietgen / 1918 von U 151 versenkt    |
| 1915        | Czaritza | 6852 BRT | Barclay, Curle and Company, Glasgow           | 1921 an Baltic America Line, Lituania / 1950 Abbruch                                                                  |